# ホセ・タバタ
ホセ・ニコラス・タバタ（José Nicolas Tábata, 1988年8月12日 - ）はベネズエラ・アンソアテギ州エル・ティグレ出身のプロ野球選手（外野手）。右投右打。現在は、フリーエージェント（FA）。
公式発表では1988年8月12日生まれとなっているが、実際には3・4歳ほど年長なのではないかという噂が絶えない。

## 経歴

### プロ入りとヤンキース傘下時代
2005年に17歳でニューヨーク・ヤンキースとプロ契約し、初年度のこの年はルーキー級ガルフ・コーストリーグ・ヤンキースで打率.314を記録。
2006年はA級のチャールストン・リバードッグスで打率.298を記録、若手有望選手を集めたオールスター・フューチャーズゲームの一員に選出された。ピッツバーグで行われたこの試合で世界選抜チームの中堅手として出場、3打数1安打を記録した。
2007年はA+級のタンパ・ヤンキースでプレー。

### パイレーツ時代
2008年7月26日にゼイビア・ネイディとダマソ・マルテとのトレードで、ロス・オーレンドルフ、ジェフ・カーステンス、ダニエル・マカッチェンと共にピッツバーグ・パイレーツへ移籍した。
2010年6月9日のワシントン・ナショナルズ戦でメジャーデビューを果たし、いきなり2安打を放つ活躍を見せた。
その後は右翼手のレギュラーとして期待されるも、定着できない年が続いた。
2015年6月20日のナショナルズ戦では9回二死まで完全試合ペースだった相手先発のマックス・シャーザーから死球を受け、快挙を阻止した（ノーヒットノーランで試合終了）。直後の6月28日にDFAとなった。

### パイレーツ退団後
2015年7月31日にマイケル・モースとのトレードで、ロサンゼルス・ドジャース傘下のAAA級オクラホマシティ・ドジャースへ移籍した。
2016年6月11日に自由契約となり、30日にメキシカンリーグのキンタナロー・タイガースと契約。
2017年2月10日にトロント・ブルージェイズとマイナー契約を結んだ。シーズン終了後の11月6日にFAとなった。
2018年2月22日に独立リーグ・アトランティックリーグのヨーク・レボリューションと契約した。7月3日にメキシカンリーグのオアハカ・ウォーリアーズと契約したが、7月10日にリリースされた。
2019年と2020年はどの球団とも契約しなかった。
2021年5月26日にアトランティックリーグのウェストバージニア・パワーと契約した。29試合に出場し、打率.354、4本塁打、18打点の好成績を残し、7月9日にメキシカンリーグのモンテレイ・サルタンズと契約した。サルタンズでは11試合に出場し、打率.387、本塁打、4打点の成績を残していたが、8月4日に自由契約となった。

## 詳細情報

### 年度別打撃成績
| 年 度    | 球 団    | 試 合 | 打 席 | 打 数 | 得 点 | 安 打 | 二 塁 打 | 三 塁 打 | 本 塁 打 | 塁 打 | 打 点 | 盗 塁 | 盗 塁 死 | 犠 打 | 犠 飛 | 四 球 | 敬 遠 | 死 球 | 三 振 | 併 殺 打 | 打 率 | 出 塁 率 | 長 打 率 | O P S |
| -------- | -------- | ----- | ----- | ----- | ----- | ----- | -------- | -------- | -------- | ----- | ----- | ----- | -------- | ----- | ----- | ----- | ----- | ----- | ----- | -------- | ----- | -------- | -------- | ----- |
| 2010     | PIT      | 102   | 441   | 405   | 61    | 121   | 21       | 4        | 4        | 162   | 35    | 19    | 7        | 5     | 1     | 28    | 0     | 2     | 57    | 7        | .299  | .346     | .400     | .746  |
| 2011     | PIT      | 91    | 382   | 334   | 53    | 89    | 18       | 1        | 4        | 121   | 21    | 16    | 7        | 1     | 3     | 40    | 1     | 4     | 61    | 8        | .266  | .349     | .362     | .711  |
| 2012     | PIT      | 103   | 374   | 333   | 43    | 81    | 20       | 3        | 3        | 116   | 16    | 8     | 12       | 6     | 0     | 29    | 0     | 6     | 58    | 7        | .243  | .315     | .348     | .664  |
| 2013     | PIT      | 106   | 341   | 308   | 35    | 87    | 17       | 5        | 6        | 132   | 33    | 3     | 1        | 5     | 0     | 23    | 0     | 5     | 45    | 6        | .282  | .342     | .429     | .771  |
| 2014     | PIT      | 80    | 186   | 174   | 14    | 49    | 5        | 2        | 0        | 58    | 17    | 1     | 2        | 1     | 2     | 7     | 0     | 2     | 26    | 12       | .282  | .314     | .333     | .647  |
| 2015     | PIT      | 27    | 41    | 38    | 2     | 11    | 0        | 0        | 0        | 11    | 4     | 0     | 1        | 0     | 0     | 2     | 0     | 1     | 7     | 3        | .289  | .341     | .289     | .631  |
| MLB：6年 | MLB：6年 | 509   | 1765  | 1592  | 208   | 438   | 81       | 15       | 17       | 600   | 126   | 47    | 30       | 18    | 6     | 129   | 1     | 20    | 254   | 43       | .275  | .336     | .377     | .713  |

- 2018年度シーズン終了時

### 背番号
- 31（2010年 - 2015年）